# Caño Amarillo (metro de Caracas)
Caño Amarillo es una estación del Metro de Caracas, perteneciente a la Línea 1, inaugurada el 2 de enero de 1983.
Junto con Agua Salud constituyen las dos estaciones de metro a nivel superficial de la línea 1 a diferencia de las demás que son subterráneas.
Entre los lugares aledaños a la misma se encuentran: el Cuartel de la Montaña, el Observatorio Naval Cagigal, el Palacio de Miraflores y la Villa Santa Inés.

## Historia
En el siglo XIX, en la zona donde se ubica “Caño Amarillo” estaba situado el terminal de Ferrocarriles y Tranvías Caracas-La Guaira. Los pasajeros llegaban sedientos del viaje y por esta razón colocaron un caño (un conducto o pequeño tubo) en las cercanías del Río Guaire para que los viajeros pudieran tomar agua. Dado que el líquido era amarillento por los sedimentos del río, la zona fue bautizada de esta manera, lo que posteriormente, también dio nombre a la estación descubierta.